# 음력 2월 23일
음력 2월 23일은 음력 2월의 23번째 날이다.

## 같이 보기
- 음력 360일: 1월 2월 3월 4월 5월 6월 7월 8월 9월 10월 11월 12월
- 전날:2월 22일 다음날:2월 24일 - 전달:1월 23일 다음달:3월 23일
- 양력:2월 23일
- 음력, 윤달